# Williams Lake River
Der Williams Lake River ist ein etwa 18 km langer linker Nebenfluss des Fraser River im Cariboo Regional District im zentralen Süden der kanadischen Provinz British Columbia.

## Flusslauf
Der Williams Lake River bildet den Abfluss des Williams Lake. Der British Columbia Highway 20 (Alexander MacKenzie Highway) kreuzt den Fluss nach einem Kilometer. Am rechten Flussufer erstreckt sich im Anschluss die Kleinstadt Williams Lake. Der Williams Lake River fließt in überwiegend westnordwestlicher Richtung. Entlang der unteren Hälfte der Fließstrecke befindet sich das Erholungsgebiet Williams Lake River Valley Recreation Site. Der Williams Lake River mündet schließlich auf einer Höhe von etwa 400 m in den nach Süden strömenden Fraser River.

## Hydrologie
Der mittlere Abfluss (MQ) des Williams Lake River 1,5 km unterhalb des Williams Lake beträgt 1,42 m³/s. Im Mai tritt der größte mittlere monatliche Abfluss mit 4,24 m³/s auf.